# Ashis Topno
Pour les articles homonymes, voir Topno.
Ashis Kumar Topno né le 15 août 1999, est un joueur indien de hockey sur gazon. Il évolue au poste de milieu de terrain au Services Sports Control Board et avec l'équipe nationale indienne.

## Carrière
Il a fait ses débuts le 17 juillet 2019 contre la Malaisie lors du Ready Steady Tokyo Hockey 2019 à Tokyo.

## Palmarès
- : 3e à la Ligue professionnelle 2021-2022